# لیلیان ماسترینی
لیلیان ماسترینی (انگلیسی: Liliane Maestrini؛ زادهٔ ۲۶ october ۱۹۸۷ (۳۷ سال)) بازیکن والیبال ساحلی اهل برزیل است.
وی در مسابقات جهانی ۲۰۱۳ در کنار هم تیمی خود باربارا سیکساس و در بازیهای پان آمریکن ۲۰۱۵ در کنار کارولینا هورتا مدال برنز گرفت.
وی به مقام قهرمان جهانی U21 در سال ۲۰۰۷ رسید. او در چندین دوره از مسابقات تور جهانی والیبال ساحلی مقام‌هایی کسب کرده‌است.

## زندگی شخصی
در اوت ۲۰۱۳، لیلیان با بازیکن زن دیگر لاریسا فرانسا ازدواج کرد.